# Rollinsford
Rollinsford város az USA New Hampshire államában, Strafford megyében. Lakosainak száma 2597 fő (2020. április 1.).

## Népesség
A település népességének változása:

| 2010 | 2 527 |
| 2020 | 2 597 |